# Betsabea (Brjullov)
Betsabea (in russo Вирсавия?, Virsavija) è un dipinto incompiuto del pittore russo Karl Pavlovič Brjullov, realizzato nel 1832 e oggi conservato nella galleria Tret'jakov di Mosca.
Da questo dipinto venne tratta un'incisione realizzata dal poeta e artista ucraino Taras Hryhorovyč Ševčenko.

## Descrizione

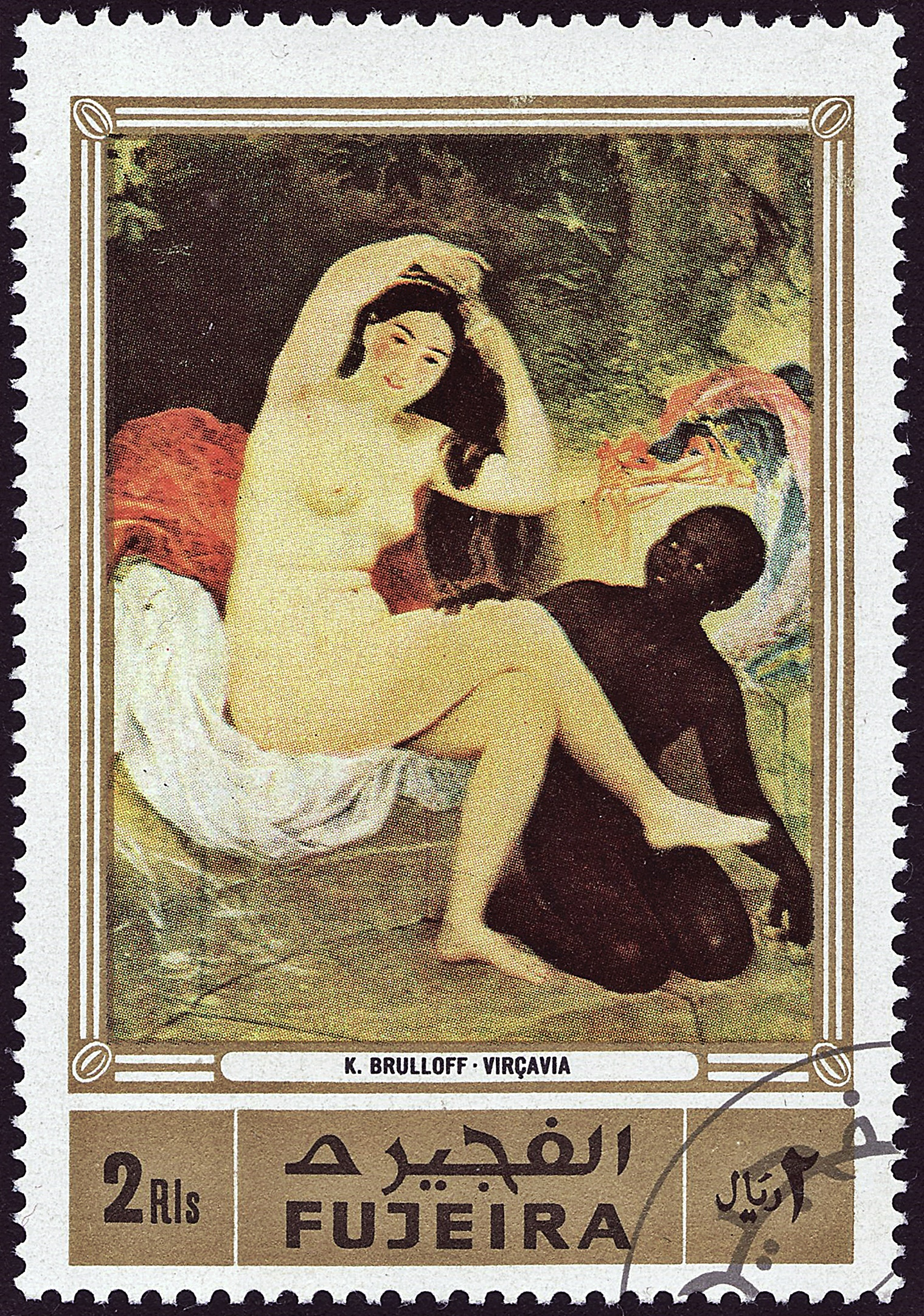
Il quadro riprodotto in un francobollo emiratino del 1972.

Conosciuta anche con il titolo Betsabea al bagno, quest'opera raffigura Betsabea, moglie di Uria l'Ittita, la quale secondo il racconto biblico venne notata dal re Davide mentre faceva il bagno; egli se ne invaghì, tanto da sottrarla al marito e concepire con lei il figlio Salomone. La donna è ritratta proprio nel momento in cui Davide la nota, e il suo sguardo rivolto all'osservatore suggerisce la sensazione dell'incontro.
La scena è ambientata presso una vasca all'aperto, nelle vicinanze di una selva. Al bordo della vasca si trovano le vesti e le scarpe di Betsabea. Accanto alla donna si trova una servitrice nera, anche lei nuda, che bagna una spugnetta nell'acqua e osserva la sua padrona che si toglie un diadema dai capelli.
Il dipinto è tipico della maniera iniziale del Brjullov, in cui il soggetto storico o mitologico veniva decontestualizzato dalla vicenda storica per essere affrontato secondo un gusto ancora classicheggiante ed idilliaco. Anche l'impianto pittorico è ancora tipico di quel primo periodo. Il colore è infatti disposto a chiazze vivaci e slegate fra loro. Anche il chiaroscuro è accentuato: sia a livello generale, con un forte rilievo luministico dato alla donna, rispetto alla figura, pur in primo piano, della mora e allo sfondo dalle tonalità più cupe e indistinte, sia sulla figura stessa della protagonista, il cui volto è bizzarramente in ombra rispetto al resto del corpo posto in piena luce, quasi ad ingenerare nell'osservatore lo sguardo che Davide, invaghito, posò sul corpo di Betsabea, espediente dal sicuro effetto partecipativo dell'osservatore, appena smorzato e bilanciato dal richiamo operato dello sguardo fisso della donna. È inoltre presente un contrasto tra la pelle chiara di Betsabea e quella scura della servitrice.
Il dipinto costituisce l'ultimo e forse il miglior esempio della prima maniera della pittura del Brjullov, la cui produzione cominciò a volgere in quegli anni verso un sentire più maturo e più decisamente ottocentesco.